# Papandayan
De Papandayan (Indonesisch Gunung Papandayan) is een stratovulkaan op het Indonesische eiland Java, ten zuidoosten van Bandung, met een hoogte van 2665 meter.
In 1772 barstte de vulkaan uit. Tijdens deze uitbarsting stortte de berg, welke eerst een van de hoogste op Java was, voor een groot deel in. De laatste uitbarsting vond plaats in november 2002. Sindsdien is de vulkaan continu actief en wordt continu in de gaten gehouden.
De vulkaan is te bezoeken, vanuit het onderliggende dorp Cisurupan bij Garut kan men een gids nemen en per motorfiets tot aan de voet van het active gebied komen; vandaar verder te voet.

## Afbeeldingen

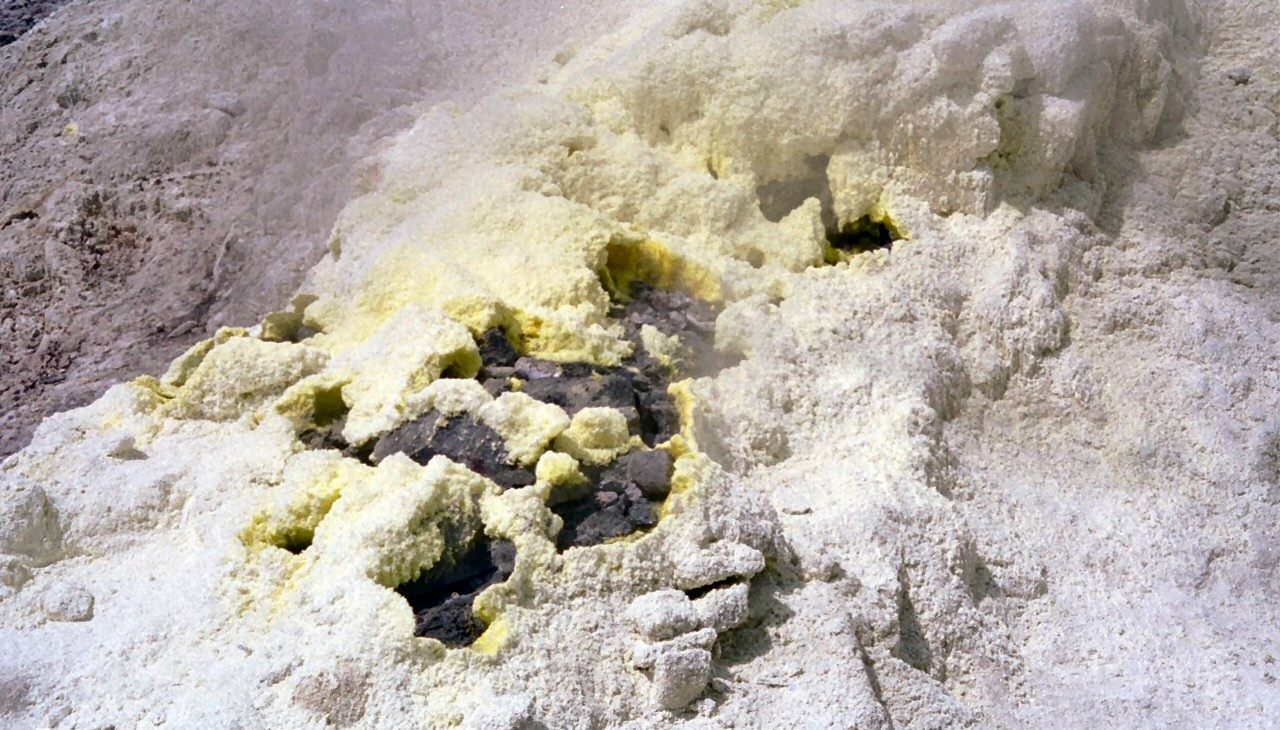
Zwavelafzettingen rond een fumarole
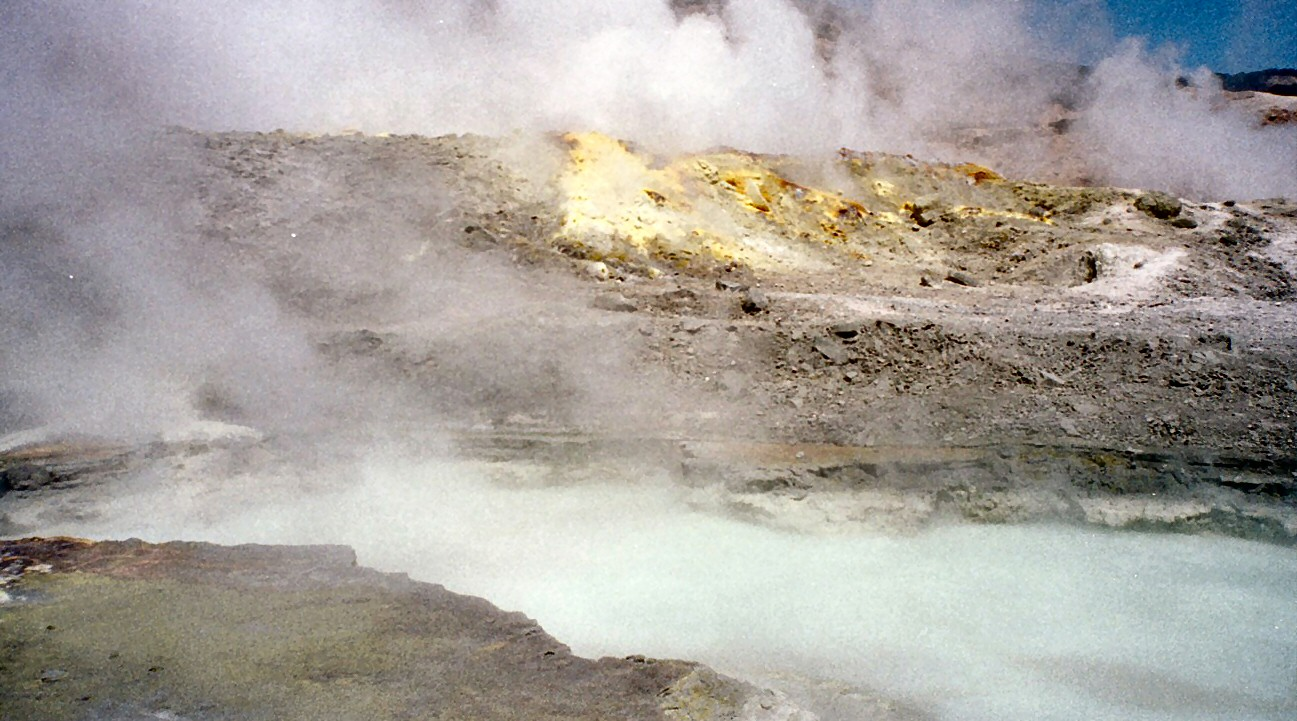
Zwavelmeertje met stilstaand water

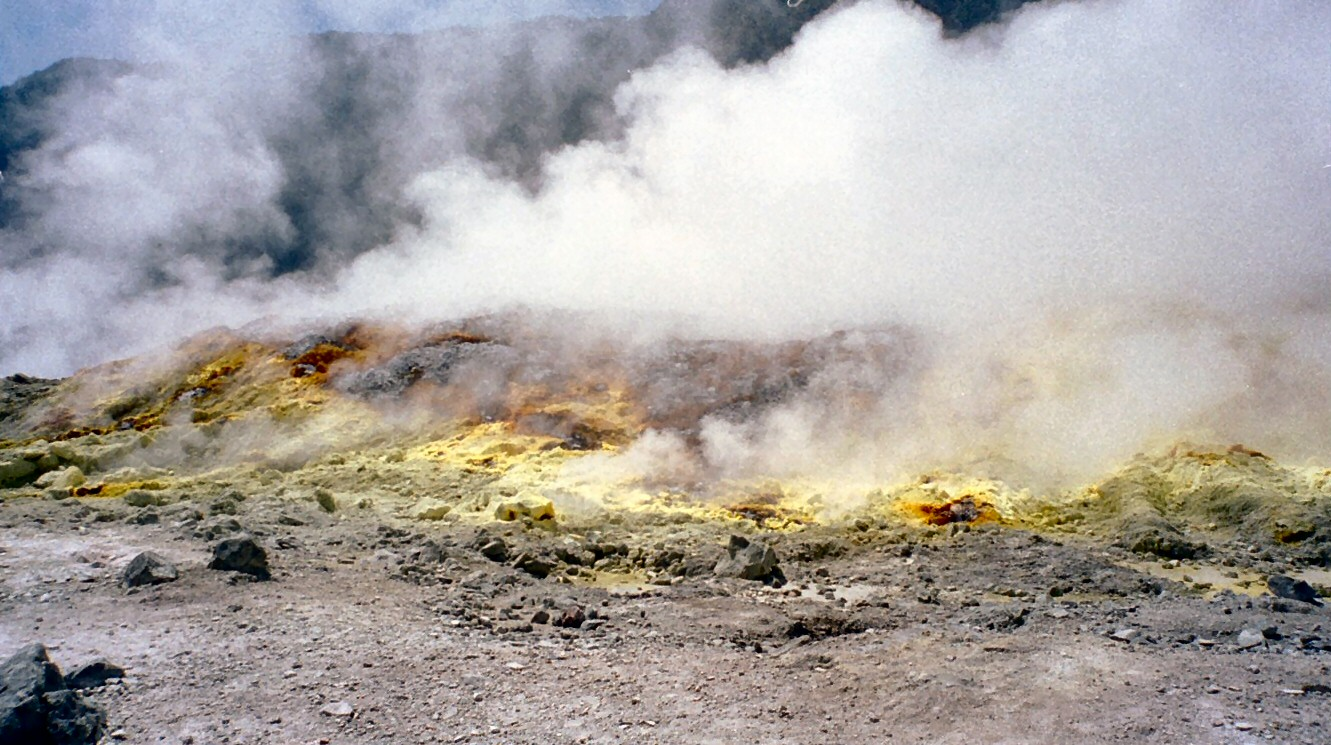
Zwavelafzettingen
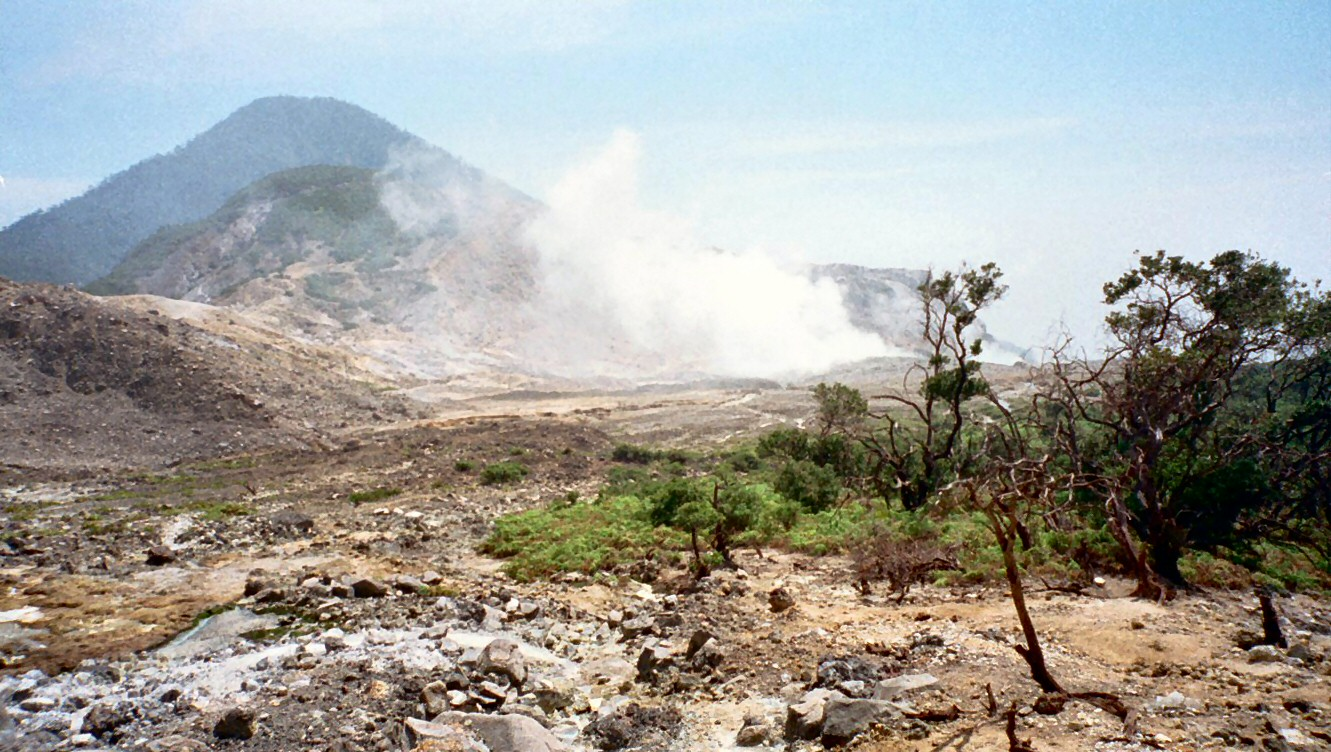
Overzicht landschap

## Tegal Alun
Tegal Alun is de hoogste kratervlakte, en ligt op ca. 2500 meter, deze wordt door de verschillende hoogtetoppen op 2600 meter omgeven.

## Tegal Bungbrung
Tegal Brungbun is de kratervlakte op 2300 meter.

## Parugpug
Parugpug is een tweede kratermond op 2360 meter hoogte.